# Коробка

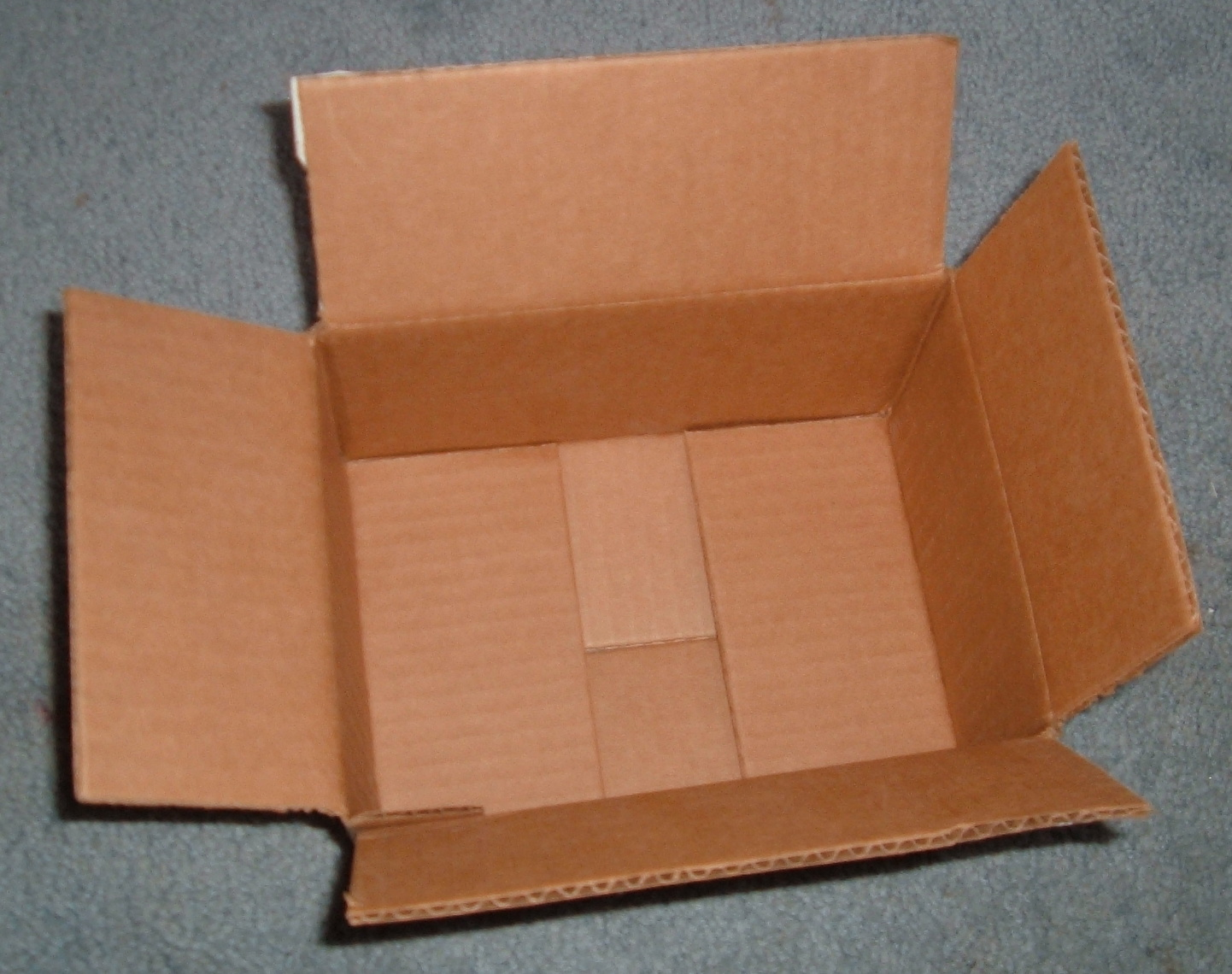
Пустая картонная коробка.

Коробка или ящик — негерметичная ёмкость в форме многогранника (чаще всего — прямоугольного параллелепипеда), выполненная из картона или другого плотного материала.

## Этимология
Слово коробка образовано от древнерусского короб при помощи суффикса -к. Это понятие в свою очередь связано с необходимостью измерить что-либо (короб дров) или перенести при помощи короба или коробки продукты, различные предметы и прочее.
Слово ящик, по разным версиям, является исконно русским или заимствовано из скандинавских, либо тюркских языков.

## Основные сведения

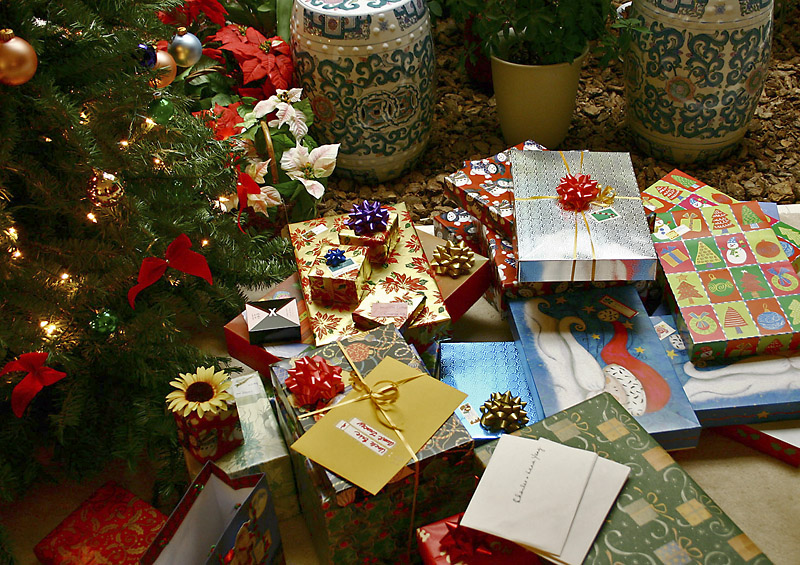
Коробки с подарками

Обычно в случае тонких и непрочных (например, картонных) стенок используется слово «коробка», а в случае более толстых (например, деревянных) стенок используется слово «ящик». Форма у коробки (ящика) остаётся одинаковой как у пустой коробки, так и у заполненной, что отличает её от мешков и сумок.

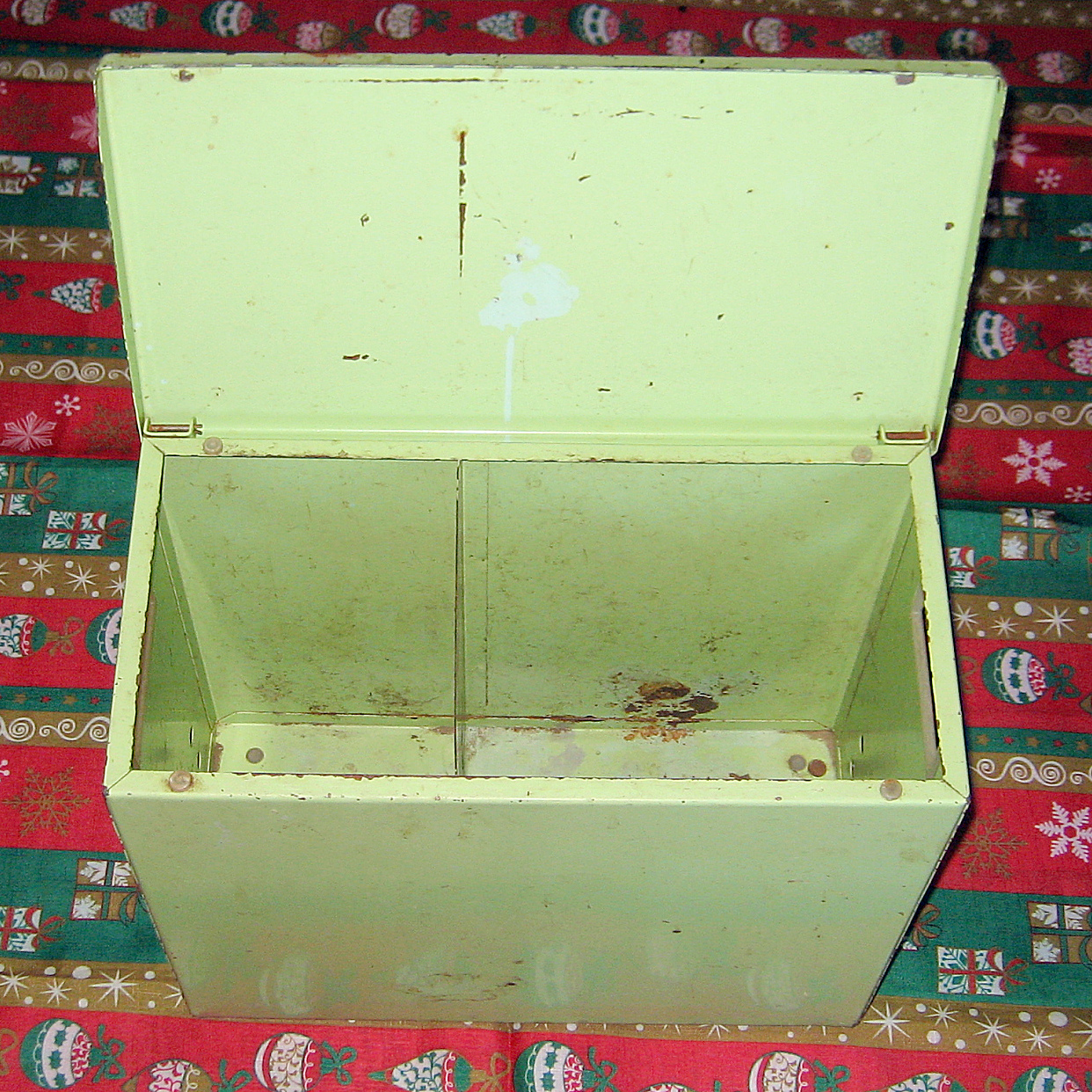
Ящик для хранения овощей (был очень распространён в СССР)

Форма прямоугольного параллелепипеда (реже — другого многогранника) отличает коробку (ящик) от ведра, банки, бутыли и тому подобных ёмкостей. Такая форма имеет преимущество, так как экономит место при складировании и перевозке транспортом, учитывая, что соседние ящики (а также комнаты, шкафы, вагоны и так далее) обычно также имеют форму многогранника. С другой стороны, коробки и ящики из-за своей формы не всегда удобны для переноски одним человеком.
Наиболее часто используемые материалы — деревянные доски, картон, бумага, жесть, пластмассы, дюралюминий.
Существуют также устойчивые речевые выражения, например, «чёрный ящик», «коробка передач», обозначающие предметы, которые в настоящее время совершенно не похожи на коробку или ящик, но называются так по историческим причинам.

## Виды коробок и ящиков
- Картонная коробка
- Ларь
- Короб
- Сундук
- Пенал
- Футляр
- Шкатулка
- Контейнер

## Некоторые применения коробок и ящиков
- Абонентский ящик
- Патронная коробка
- Патронный ящик
- Почтовый ящик
- Избирательный ящик
- Зарядный ящик[3]
- Бомбовый ящик[4][5]
- Ящик для бутылок
- Денежный ящик (Ящик для пожертвований)
- Ящик укупорочный[6]
- Ящик форменный[7]

## Коробки и животные
- Широко известна зачастую «непреодолимая» тяга домашних кошек к различным (как правило, картонным) коробкам, невзирая на их размер. Некоммерческая организация Big Cat Rescue[англ.] провела эксперимент с коробками над крупными представителями семейства кошачьих, таких как лев, чёрная пантера, тигры, рысь и др. Практически никто не устоял перед соблазном лечь в коробку, и только леопарды побоялись это сделать, поскольку картон дрожал от прикосновения[8].